# Solagna
Solagna är en ort och kommun i provinsen Vicenza i regionen Veneto i Italien. Kommunen hade 1 896 invånare (2018).